# Parafia św. Floriana w Rybniku Orzepowicach
Parafia pw. św. Floriana w Rybniku Orzepowicach – parafia rzymskokatolicka w dekanacie golejowskim, istniejąca od 13 września 1981 roku.

## Gazetka parafialna
W parafii wydawany jest miesięcznik „Florian” od października 2004 roku.

## Proboszczowie
- ks. Czesław Cyran (15 sierpnia 1980 – 28 czerwca 2003), budowniczy kościoła
- ks. Adam Łapuszek (27 lipca 2003 – 14 lipca 2016)
- ks. Krzysztof Brachmański (od 14 sierpnia 2016)

## Grupy parafialne
Na terenie parafii działa kilka grup parafialnych:
- Ministranci,
- Dzieci Maryi,
- Katolickie Stowarzyszenie Młodzieży,
- Schola dziecięca,
- Czciciele Miłosierdzia Bożego,
- Róże Różańcowe,
- Zespół Caritas,
- Gazetka „Florian”,
- Straż Honorowa Najświętszego Sakramentu,
- Kolędnicy Misyjni,
- Nadzwyczajni Szafarze Komunii Świętej,
- Parafialna Rada Duszpasterska.

## Kaplica przyszpitalna
Na terenie parafii znajduje się kaplica przyszpitalna w Wojewódzkim Szpitalu nr 3.